# Josef Wittmann

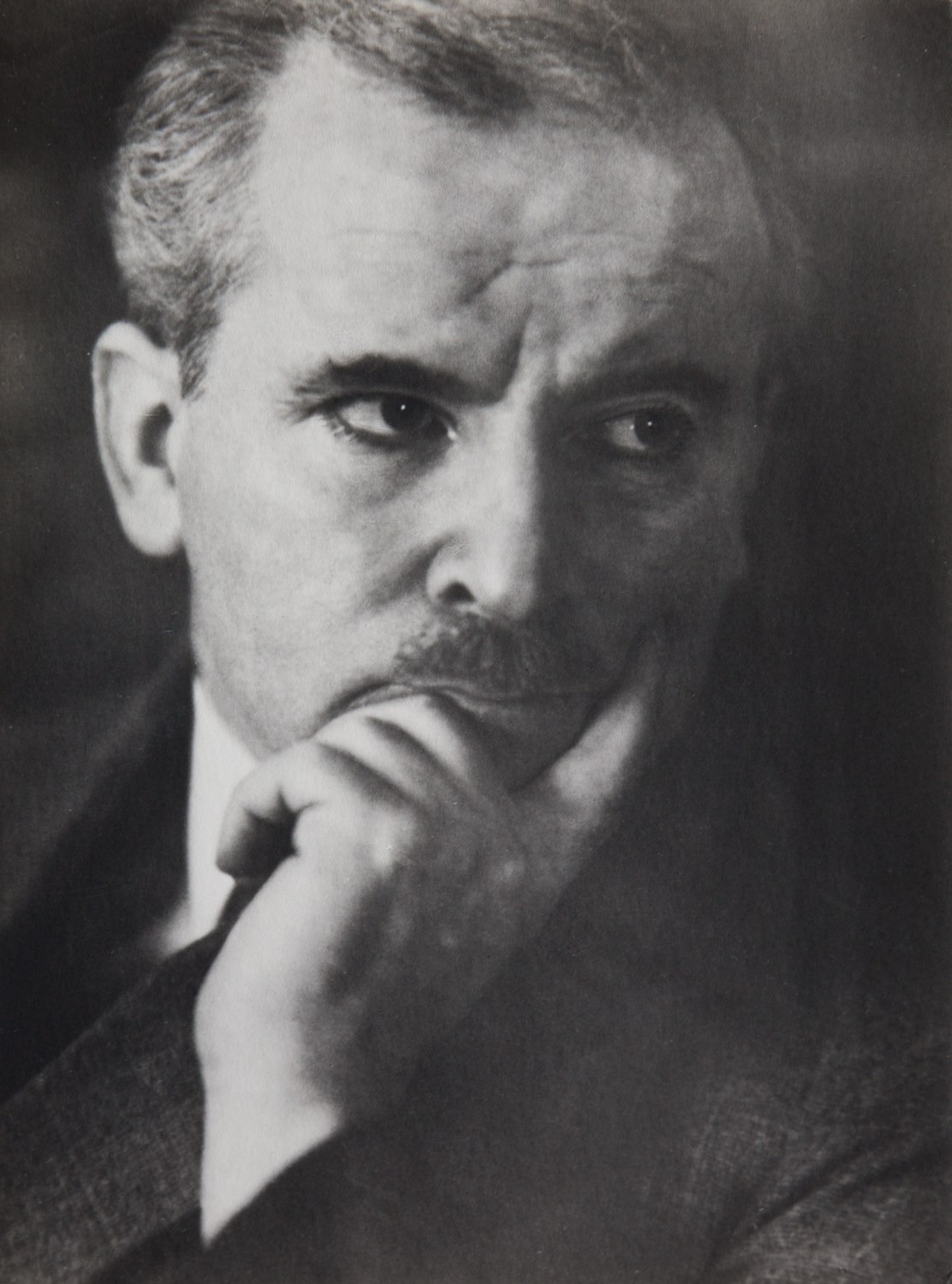
Josef Wittmann um 1940

Josef Wittmann (* 22. Mai 1880 in Windischeschenbach in der Oberpfalz; † 13. März 1968 in München) war ein deutscher Kirchenmaler.

## Leben
Sein Vater Anton Wittmann (* 1834) war Schuhmacher, seine Mutter Theresia, geb. Wildgans, wurde 1842 in Dietersdorf geboren.
Wittmann kam aus einem armen Elternhaus. In der Schule fiel er durch sein Zeichentalent auf. Um 1900 ging Josef Wittmann nach Nürnberg, um an der Königlichen Kunstgewerbeschule (heutige Akademie der Bildenden Künste Nürnberg) Malerei zu studieren.
Sein Studium setzte er am 30. Oktober 1902 in München an der dortigen Akademie der Bildenden Künste bei den Professoren Johann Caspar Herterich, Hugo von Habermann und Martin von Feuerstein fort. Erste Kirchenaufträge folgten als freischaffender Kunst- und Kirchenmaler. Von seinen Kirchenaufträgen konnte er sich 1911 eine Villa im Nobelwohngebiet Solln bei München kaufen, die noch erhalten ist.
1914 wurde Josef Wittmann zum Wehrdienst eingezogen und war während des Krieges in Frankreich eingesetzt, wiederholt aber für Kirchenaufträge freigestellt. 1918 wurde er nach seiner Entlassung wieder freischaffender Kirchenmaler und setzte seine Arbeiten fort.
Josef Wittmann war mit Johanna, geb. Nägler (* 1884 in Leipzig; † 1962 in München) verheiratet. Mit ihr hatte er drei Kinder: Paul (1911–1993), Holzbildhauer und mit der Malerin Karoline Wittmann (geborene Erlacher) verheiratet, Margarete (1912–2003), Fotografin und mit dem Bildhauer Ludwig Buchmiller verheiratet, sowie Karl (* 1914).
1943 wurde Josef Wittmann mit 63 Jahren als Soforthelfer der Stadtverwaltung München eingezogen und zwei Jahre lang für Krankentransporte im Schwabinger Krankenhaus eingesetzt. Trotz Kriegseinsatz und Zerstörung seines Ateliers konnte er die Aufträge für Irgertsheim und Itzing fertigstellen. Ab 1945 konnte er sich vollumfänglich wieder seiner Tätigkeit als freischaffender Kirchenmaler widmen. In den Wintermonaten entstanden Skizzen und Entwürfe, die in den Sommermonaten umgesetzt wurden. Seinen letzten Kirchenauftrag führte er im Alter von 82 Jahren aus. Danach entstanden im Atelier die Ölbilder Vier Jahreszeiten – Frühling – Sommer – Herbst und Winter und der Entwurf seines Grabkreuzes, welches sein Sohn Paul schnitzte. 1968 starb Wittmann, sein Grab befindet sich auf dem Münchner Nordfriedhof.

## Persönlichkeit
Josef Wittmann wurde in seiner Kindheit stark durch die ärmlichen Verhältnisse geprägt und war daher vermutlich mit einem hohen Maß an Fleiß und Arbeitseinsatz tätig. Er galt als sehr sparsam und machte auf seine Umgebung tendenziell einen introvertierten Eindruck, welcher durch eine ausgeprägte Wortkargheit und eine gewisse Scheu zutage trat. Dafür bildete er sich rasch eine feste Meinung über Personen und Dinge. Er kannte in seiner aktiven Zeit keine Ferien und keinen Urlaub. Er besaß weder ein Radio noch einen Fernseher; er gönnte sich nicht einmal das Abonnement einer Tageszeitung.

## Werk
Die Werkliste wurde von dem Kunsthistoriker Hans Christian Ries unter Beteiligung von Michael Andreas Schmid und der Diözesen Regensburg, Eichstätt, München Freising und Augsburg für das 2017 erschienene Buch Josef Wittmann (1880-1968) Maler des Neubarock erstellt. Während seiner 60-jährigen Schaffenszeit von 1903 bis 1962 hat er in über 80 bayrischen Kirchen vorwiegend im Stil des Neubarock und entsprechend der vorhandenen räumlichen Architektur Decken-, Wand- und Altarbilder gemalt, zuletzt 1962 ein großformatiges Deckenfresko Aufnahme Mariens in den Himmel, Stadtpfarrkirche St. Wenzelslaus in Miesbrunn. Folgende Arbeiten sind bekannt:

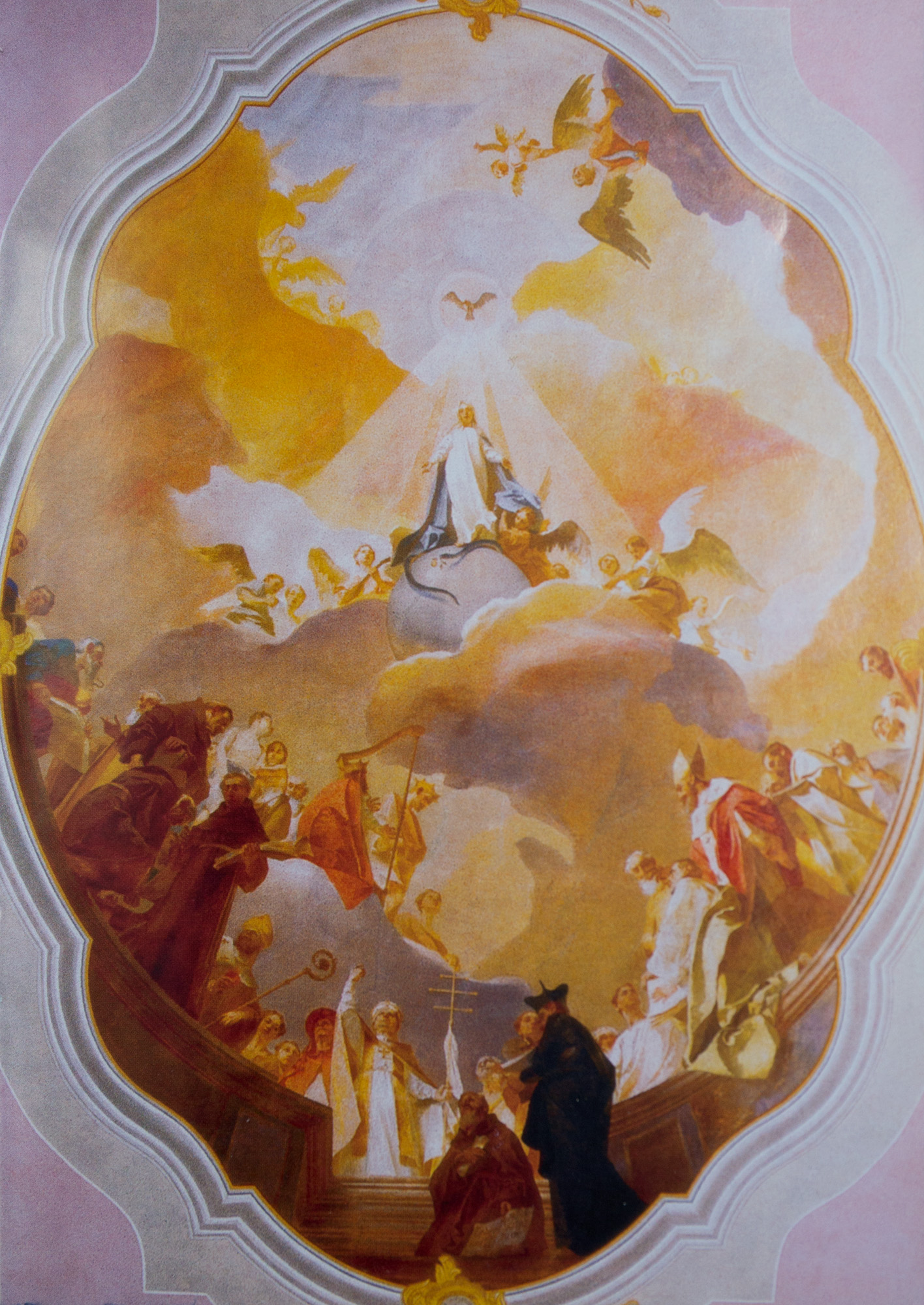
Deckengemälde „Immaculata in Himmelsglorie über Heiligen“ von Josef Wittmann in der Pfarrkirche M. Immaculata, Elsendorf 1908.

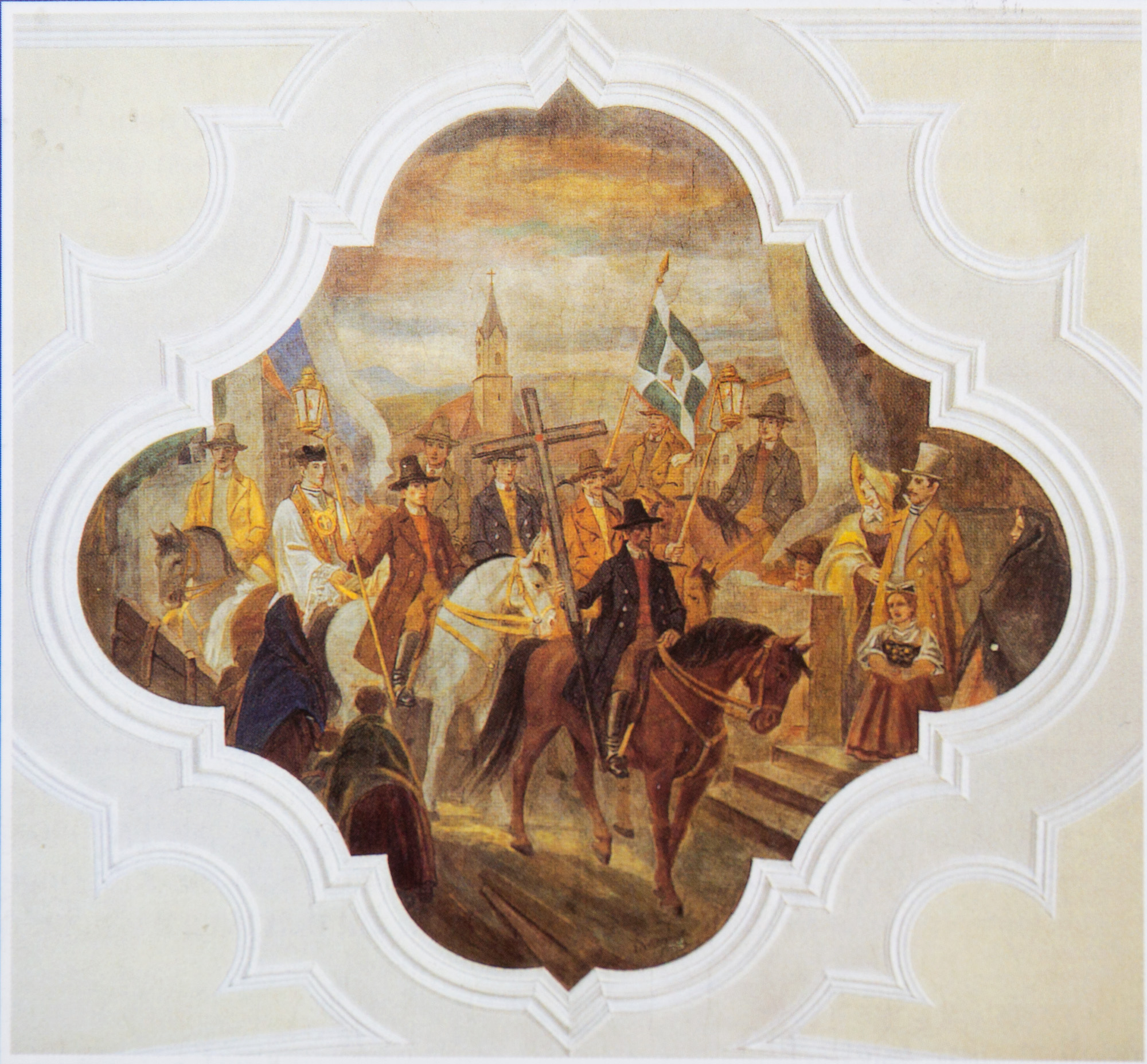
Deckengemälde „Der Pfingstritt“ von Josef Wittmannin in der Stadtpfarrkirche Mariä Himmelfahrt in Bad Kötzting aus 1930.

| Jahr      | Ort                               | Kirche                      | Arbeiten |
| --------- | --------------------------------- | --------------------------- | --- |
| ?         | Etsdorf                           | St. Barbara                 | Fresken: Taufe, Marter und Glorie Barbaras. |
| ?         | Landerzhofen                      | St. Thomas                  | Fresken: Auferstehung Christi / 4 Evangelisten. Wohl 1912 entstanden. |
| ?         | Wolfring                          | St. Michael                 | Fresko: Engelsturz. |
| 1903      | Stammham                          | St. Stefan                  | Fresken: Diakonweihe, Verurteilung und Steinigung des heiligen Stefan. Notburga, Isidor. Chorbogen: Christus Salvator. |
| 1904      | Kirchdorf                         | Mariä Himmelfahrt           | Fresken: Chor: Apostelkommunion, Evangelisten. Langhaus: Verkündigung an Maria, Tod Josefs, hl. Cäcilia. |
| 1905      | Au in der Hallertau               | St. Vitus                   | Seitenaltarbilder. Links: Thronende Maria mit Kind und den hl. Franz Xaver und König Sigismund (Sacra conversazione) / Aloisius. Rechts: Franz v. Sales, Margareta M. Alacoque und Bernhard v. Clairvaux verehren Herz Jesu / Franziskus. (Entwürfe im Pfarrhof). |
| 1906      | Gebrontshausen                    | Mariä Empfängnis            | Seitenaltarbilder: Links: Muttergottes mit 14 Nothelfern. Rechts: Thronender Josef mit Heiligen. |
| 1908      | Elsendorf                         | Maria Immaculata            | Langhausdeckenfresko: Immaculata in Himmelsglorie über Heiligen / Marienleben. Wände Apostel sowie 2 Kreuzwegstationen. |
| 1908      | Lindkirchen                       | Mariä Lichtmess             | Fresken: Himmelfahrt Mariä, Darstellung im Tempel, Mariensymbole. |
| 1910      | Reinhausen                        | St. Josef                   | Querhaus-Seitenaltarbilder. Links: Herz-Jesu-Erscheinung vor Marg. Maria Alacoque. Rechts: Maria als Beschützerin des arbeitenden Volkes. |
| 1910      | Wolferstadt                       | St. Martin                  | Fresken: Martin erweckt einen Toten zum Leben, Mantelteilung, Tod des Martin, Kirchenväter. |
| 1910      | Altenthann                        | St. Nikolaus                | Hochaltarbild des Kirchenpatrons. Fresken von 1911, überwiegend nicht mehr original. |
| 1910/1912 | Weihmichl                         | St. Willibald               | Deckenfresken (1910) und ehem. Seitenaltarbilder Geburt Christi und Vermählung Mariä (1912). |
| 1912      | Konnersreuth                      | St. Laurentius              | Deckenfresken über das Leben des Kirchenpatrons und römischen Diakons Laurentius. Der Hl. Laurentius erhält die Diakonatsweihe. Papst Sixtus II. wird drei Tage vor dessen Märtyrertod enthauptet. Laurentius vor dem Christenverfolger Kaiser Valerian, der von ihm das Vermögen der Kirche einfordert; der Heilige führt daraufhin die Armen der Kirche vor. |
| 1912      | Pittersberg                       | St. Nikolaus                | Fresken. Chor: Anbetung des Lammes durch Engel. Langhaus: Nikolaus, Georg und andere Heilige verehren Maria, Rosenkranzspende / Symbole der 4 Haupttugenden. |
| 1912      | Wolferstadt                       | St. Martin                  | Seitenaltarbilder. Links: Geburt Christi (Anbetung der Hirten). Rechts: Vermählung Mariä. |
| 1913      | Münster                           | St. Peter                   | Fresken. Chor: Christus als Kinderfreund. Langhaus: Befreiung Petri. |
| 1913      | Rudertshausen                     | St. Johannes Baptist        | Seitenaltarbilder. Links: Josef mit Jesuskind. Rechts: Anna lehrt Maria. Die Fresken sind nicht erhalten. |
| 1913      | Wolnzach                          | St. Laurentius              | Fresken. 1953/1955 von Michael Paul Weingartner übermalt. |
| 1915      | Haselbach                         | St. Jakobus                 | Deckenbilder: Jakobus als Pilger und in der Schlacht gegen die Mauren / Engel als 4 Kardinaltugenden. Gemälde der hl. Familie im Langhaus. |
| 1915/1919 | Obertraubling                     | St. Georg                   | Hochaltarbild (1915, verschollen): „Aufnahme des Kirchenpatrons in dem Himmel“. Georg wird auf seinem Schild kniend von Engeln in den Himmel gehoben. Dort wird er bereits von zwei Engeln erwartet, die ihm den Siegeskranz entgegenhalten. Fresken in Chor und Langhaus (Georgslegende, Kardinalstugenden, Symbole); Ölbilder der Kanzel (vier Evangelisten) und Beichtstühle (Schmerzensmann und büßende Maria Magdalena); alle 1915. 14 Kreuzwegstationen; 1919.                                              |
| 1915      | Tiefenbach                        | St. Vitus                   | Kuppelfresko: Anbetung des Altarsakraments als umlaufende Prozession mit Heiligen. |
| 1917      | Eutenhofen                        | Mariä Himmelfahrt           | Langhausdeckenfresken: Sieg Michaels mit apokalypt. Weib / Sündenfall, Immaculata; Himmelfahrt Mariä / David, Madonna mit Kind; Triumph Judiths / Ruth (?), Darstellung im Tempel. (vor 1917!) |
| 1919      | Fischbach                         | St. Jakob                   | Fresken: Berufung, Predigt und Enthauptung des Jakobus, Apostelmedaillons. Nach 1919 entstanden, genaue Datierung unklar. |
| 1920      | Penting                           | St. Nikolaus                | Deckenfresken |
| 1921      | Spatzenhausen                     | St. Afra                    | Fresken: Marter der Afra / 4 Szenen aus ihrem Leben. |
| 1921      | Haberskirchen                     | St. Margareth               | Fresken. Chor: Enthauptung der Margareth. Langhaus: Leonhardiritt vor Haberskirchen. |
| 1922      | Mintraching                       | St. Mauritius               | Freskenzyklus: Petrus erhält die Schlüssel in himmlischer Szenerie im Beisein vieler Heiliger, Eckmedaillons mit hl. Petrus Canisius, hl. Franz Xaver, die hl. Elisabeth von Thüringen, hl. Vincent von Paul. Speisung der Fünftausend, Heilung des Gelähmten und die Kreuzigung. Im Presbyterium das letzte Abendmahl und an den Seitenwänden Geburt Christi sowie die neutestamentliche Szene „Jesus der Kinderfreund“.                                                                                         |
| 1923      | Uffing am Staffelsee              | St. Agatha                  | Erneuerung des Freskos über der Empore: Hl. Cäcilia (ursprünglich von Sebastian Troger). |
| 1924      | Bodenmais                         | Mariä Himmelfahrt           | Langhausdeckenfresko: Es zeigt die Übertragung des Gnadenbildes am 16. Juni 1705. In der Mitte die Kirche von Maisried, von der das Bild abgeholt wurde. Bergleute, gläubiges Volk in der Tracht des Bayerischen Waldes, Beamte im Festgewand geben dem Bild das Geleit, das von vier geschmückten Mädchen getragen wird. Ehemaliges Chorfresko, Aufnahme Mariens in den Himmel, durch Neubau zerstört. |
| 1924/1928 | Viechtach                         | St. Augustinus              | 2 Seitenaltarbilder. Links: Stigmatisierung des Franziskus. Rechts: Josef mit Jesuskind an der Werkbank. |
| 1925      | Arnbruck                          | St. Bartholomäus            | Deckenfresken: Jesus wandelt auf dem See, Heimsuchung Mariens, Verklärung Christi. |
| 1925      | Siegenburg                        | St. Nikolaus                | Decken- und Wandfresken im Langhaus: Glorie und Predigt des Nikolaus. Im großen Bild vorne die Fürsprache und der Schutz des Kirchenpatrons St. Nikolaus für Siegenburg, rückwärts predigt Bischof Nikolaus auf dem Konzil von Nizäa als einer der einflussreichsten Vertreter gegen die Lehre des Arius, der die Gottgleichheit Jesu leugnete. In der Hohlkehle zwischen Gold-Ocker-Brokatstreifen 20 deutlich lesbare Symbole aus der Lauretanischen Litanei, in den Rundzwickeln Rundbilder der Kirchenlehrer. |
| 1927      | Heinrichskirchen                  | St. Nikolaus                | Hochaltarbild (hl. Nikolaus) und Deckenfresken: im Chor Trinität, 4 Evangelisten; im Langhaus Predigt und Glorie des Nikolaus. |
| 1928      | Denkendorf                        | St. Laurentius              | Fresken: Marter des Laurentius / Medaillons mit Laurentius-Vita. |
| 1928      | Erlingshofen                      | Mariä Heimsuchung           | Fresken: Schutzmantelmaria über dem Ort / Verkündigung, Heimsuchung, Weihnacht, Darstellung im Tempel, 12-jähriger Jesus im Tempel, Christus erscheint Maria. |
| 1928      | Waldershof                        | St. Sebastian               | Hochaltarbild mit dem Kirchenpatron Hl. Sebastian. |
| 1929      | Kallmünz                          | St. Michael                 | Seitenaltarbild mit dem hl. Sebastian. |
| 1930      | Bad Kötzting                      | Mariä Himmelfahrt           | 5 Deckenfresken, davon kürzlich 2 erst wegen Freilegung darunter liegender barocker Fresken zerstört. Die restlichen 3 Fresken Pfingstritt sowie Fresken zu geschichtliche Szenen bleiben erhalten. |
| 1931      | Kirchberg im Wald                 | St. Gotthard                | Freilegung der Fresken von K.A. Perlinger von 1790 sowie acht neue Deckenfresken: der Sündenfall, Salomon und die Königin von Saba, Vertreibung aus dem Paradies, Gott Jahwe verwirft das Brandopfer Kains, Gott Jahwe übergibt Moses die Zehn Gebote sowie die hll. Albertus Magnus und Petrus Canisius. |
| 1933      | Haidenaab                         | St. Ursula                  | Fresken: Chor: Pfingsten. Lhs.: Auferstehung (1960 neu von A. Veigl), Gottvater mit Engeln über dem Ort. |
| 1933      | Kaising                           | Mariä Empfängnis            | Deckenfresko: Mariä Heimsuchung. |
| 1934      | Windischeschenbach                | St. Emmeram                 | Wandfresken an den Langhaus-Hochwänden und am Chorbogen. Bei der Purifizierung 1955 übertüncht. Vermutlich stammte auch das Hochaltarbild von ihm. |
| 1936      | Eichenhofen                       | St. Nikolaus                | Fresken. Chor: Hochzeit zu Kana. Langhaus: Christus in Glorie, umrahmt von 2 Nikolaus-Szenen, Putten mit Herz Jesu. Querhaus links: Christus als Kinderfreund; rechts: Auferweckung des Lazarus. |
| 1937      | Kirchenthumbach                   | Wallfahrtskirche Maria-Zell | Fresken: Geschichte der Wallfahrt und kleine Medaillons mit Symbolen. |
| 1937      | Riedenburg                        | St. Johannes Baptist        | Fresken. Chor: Heimsuchung, im Langhaus: Predigt des Täufers, Taufe Jesu / Grisaillen: Johannesvita. |
| 1938      | Irsching                          | St. Ottilia                 | Langhausdeckenfresko: Geburt Christi. |
| 1938      | Schwarzenfeld                     | Miesbergkirche              | Fresken. Chor: Christus und Heilige des Passionistenordens. Langhaus: Ölberg, Geißelung, Dornenkrönung, Kreuztragung. |
| 1939/1941 | Kirchberg                         | Mariä Himmelfahrt           | Fresko: Marienkrönung, darunter Franziskus. Seitenaltarbild links 1941, Tod des Franz Xaver. |
| 1940      | Bruckdorf                         | Hl. Kreuz                   | Deckenfresko: Weihe der Kirche 1052 durch Leo IX. |
| 1940      | Pfraunfeld                        | St. Nikolaus                | Langhausdeckenfresko: Glorie des Nikolaus mit Maria, Josef, Aposteln und Trinität. Emporenbrüstung: Franziskus, Cäcilia, Elisabeth von Thüringen. |
| 1941      | Zenching                          | St. Ägidius                 | Fresken. Chor: Lamm Gottes. Langhaus: Ägidius-Szene / 4 Bauernheilige. Hauptaltarbild: hl. Ägidius. Kreuzwegbilder. |
| 1942      | Berg                              | Kapelle St. Wendelin        | Emporenfresken: Wendelin in Einsiedelei betend, als Patron der Landleute und Tod Wendelins. |
| 1942      | Westerskirchen                    | St. Michael                 | Fresken. Chor: Mariensymbole. Langhaus: Heimsuchung, Himmelfahrt Mariä. |
| 1943      | Irgertsheim                       | St. Laurentius              | Langhausdeckenfresko: Christi Himmelfahrt. |
| 1944      | Itzing                            | St. Michael                 | Langhausdeckenfresko: Christkönig mit Walburga, Willibald, Michael und Engeln, verehrt von Dorfbewohnern. |
| 1946      | Berching                          | Wallfahrtskirche Mariahilf  | Fresken. Chor: Verkündigung. Langhaus: Marienkrönung. |
| 1946      | Erasbach                          | Mariä Heimsuchung           | Fresken: Himmelfahrt Mariä, Evangelisten. |
| 1947–49   | Schwabach                         | St. Sebald                  | Fresken. Chor: Pfingsten. Langhaus: bipolar Messopfer vor Kreuzigungsszene, Abendmahl, Gottvater mit Engeln über der Kirche. Wände: Apostel und Evangelisten, ehemals auch Kreuzweg, nun übertüncht. Linkes Seitenaltar-Auszugsbild: Hl. Michael. |
| 1947      | Pattendorf                        | St. Josef                   | Chorfresken der 4 Evangelisten. |
| 1948      | Biesenhard                        | St. Johannes Baptist        | Deckenfresken: Enthauptung des Täufers, Namensgebung, Predigt des Johannes. Chor: Trinität. |
| 1948      | Ehenfeld                          | St. Michael                 | Fresken und Altarbilder. Chor: Allegorie der Liebe. Langhaus: Immaculata mit Michael (Sturz Luzifers) und Georg, Engelskonzert / 6 Tugenden. Hauptaltar: Michael als Seelengeleiter, Trinität. Seitenaltäre: links Enthauptung Barbaras, rechts hl. Georg. |
| 1948      | Wiesenthau                        | St. Matthäus                | Fresken: Himmelfahrt Mariä, Evangelisten. |
| 1950      | Neukirchen bei Sulzbach-Rosenberg | St. Peter und Paul          | Deckenfresken. Chor: Abendmahl. Langhaus: Trinität und Engel über Heiligen. |
| 1951/1954 | Aying                             | St. Andreas                 | Fresken. Im Chor: Lamm Gottes. Langhaus: Vita des Andreas. 1954 Seitenkapelle: Wandfresko Eselswunder, Deckenfresko Fischpredigt des Antonius. |
| 1953      | Großkonreuth                      | St. Johannes Baptist        | Langhausdeckenfresko: Namensgebung, Predigt, Enthauptung des Johannes, Taufe Jesu. |
| 1953      | Mähring                           | St. Katharina               | Deckenfresken. Chor: Übertragung des Leichnams der Katharina auf den Sinai. Langhaus: Pfingstwunder, Auferstehung, Geburt Christi. Apostelmedaillons. |
| 1953      | Westerholzhausen                  | St. Korbinian               | Langhausdeckenfresko: Himmelfahrt Mariens. Josef Wittmann übermalte hier ein 1883 gemaltes Fresko von Adalbert Kromer, Freising „Übertragung des bischöflichen Palliums als Zeichen der höchsten kirchlichen Ehrung an den hl. Korbinian“. |
| 1956      | Kirchdorf                         | St. Elisabeth               | Fresken: Rosenwunder Elisabeths mit göttl. Tugenden, Empfang Elisabeth im Himmel durch Maria und Trinität, darunter barmherzige Ordensfrauen. |
| 1956      | Sulzbach-Rosenberg                | Wallfahrtskirche St. Anna   | Langhausdeckenfresken: Maria von Engeln gekrönt über Heiligen und König David; Gruppen singender Engel; Anna Selbdritt mit musizierenden Engeln über Ortsansicht. |
| 1956      | Wutschdorf                        | St. Martin                  | Fresken: Christkönig mit Ev.symbolen, Apostel und Heiligen, König David u. a. Vertreter des Alten Bundes mit Johannes Baptist, Josef und Maria. Kreuzwegbilder 1957. |
| 1957      | Eschenbach in der Oberpfalz       | Mariahilf-Bergkirche        | Fresken. Langhaus: Himmelfahrt Mariä. Im Chor: Maria Himmelskönigin mit musiz. Engeln. |
| 1959      | Vohenstrauß                       | Maria Immaculata            | Wandfresken im Chor. Links: Gruppenszene mit Christus (Bergpredigt). Rechts: Guter Hirte. |
| 1959      | Ursulapoppenricht                 | St. Ursula                  | Langhausdeckenfresko: Erklärung der leibl. Himmelfahrt Mariä zum Dogma. Im Chor: Verkündigung. |
| 1962      | Miesbrunn                         | St. Wenzeslaus              | Langhausdeckenfresko: Aufnahme Mariens in den Himmel. Letzter Kirchenauftrag im Alter von 82 Jahren. |

## Zuschreibungen von Fresken und Altarbildern
Die im Folgenden aufgeführten Fresken und Altarbilder werden stilkritisch Josef Wittmann zugeschrieben, teils ist die Autorschaft noch fraglich. Viele Werke sind vom Künstler nicht signiert worden. Auf Grund der Wirren zweier Weltkriege existieren keine kirchlichen Unterlagen (Rechnungen etc.) mehr.
| Jahr     | Ort             | Kirche       | Arbeiten |
| -------- | --------------- | ------------ | --- |
| ?        | Hirnstetten     | St. Leonhard | Langhausdeckenfresko Marienkrönung.                                                                                         |
| 1906     | Steinbach       | St. Martin   | Chorfresko: Apostelkommunion (für Firma Böckl; im Lhs. wohl von anderer Hand).                                              |
| 1908     | Aufhausen       | St. Stefan   | Langhausdeckenfresken: Abendmahl (Apostelkommunion) / Kirchenväter.                                                         |
| ca. 1920 | Schwabelweis    | St. Georg    | Kriegergedächtnisbild: Pietà mit Trauernden                                                                                 |
| 1920     | Penting         | St. Nikolaus | Fresken: Nikolaus spendet den Segen. Langhaus: Nikolaus als Fürbitter aller Stände, 4 weitere Szenen des heiligen Nikolaus. |
| 1926     | Drachselsried   | St. Ägidius  | Hochaltarbild: Hl. Ägidius, Oberbild Trinität.                                                                              |
| 1930     | Niederumelsdorf | St. Ulrich   | Langhausfresko: heiliger Wandel, Cäcilia.                                                                                   |

## Verschollene Werke
- 1943 wurden bei einem Bombenangriff zahlreiche Entwürfe und Ölbilder in der Münchener Atelierwohnung Gundelindenstraße 2/3 zerstört beziehungsweise gelten als verschollen.
- 1944 wurde das Altarbild Christus als König beziehungsweise Herz Jesu aus 1927 vor der Zerstörung der Kirche St. Joseph in Hamburg-Altona ausgelagert und gilt bis heute als verschollen.[4]
- 1946 verschwand in den Wirren der Zeit das 1913 gemalte Hochaltarbild des Kirchenpatrons St. Georg aus der katholischen Pfarrkirche St. Georg in Obertraubling.[5] Trotz intensiver Suche der Kirchengemeinde bis nach München beim Bayerischen Landesamt für Denkmalpflege ist das Hochaltarbild bis heute verschollen.
- 1988 wurde das Ölbild „Stehender weiblicher Akt von hinten“ bei der Auflösung der Bildhauerwerkstatt von Paul Wittmann (1911–1993) gestohlen. Das Ölbild war auf Leinwand gemalt, hatte ein Maß von 80 cm × 40 cm und wurde um 1912 gemalt. Modell für den Akt stand seine junge Ehefrau Johanna.

## Wirkungskreis
Das Verzeichnis der Kirchen, in denen Josef Wittmann Fresken gemalt hat, ist nicht vollständig, da kein Werkverzeichnis vorliegt. Seine Arbeiten in den katholischen Pfarrkirchen sind größtenteils sehr gut erhalten. Die Fresken in der Pfarrkirche von Windischeschenbach wurde in den 1950er-Jahren auf Veranlassung des damaligen Pfarrers weiß übertüncht.
Sein Wirkungskreis war vorwiegend in der Oberpfalz, Niederbayern und Oberbayern beziehungsweise in den Diözesen Regensburg, Eichstätt und München-Freising. Über 70 Skizzen und Entwürfe sowie umfangreiches Fotomaterial von seinem Werk sind erhalten. 1943 wurde durch einen US-amerikanischen Bombenangriff das Atelier in der Gundelindenstraße in München zerstört. Fast sämtliche Bilder und Entwürfe aus Josef Wittmanns Frühwerk verbrannten.

## Ausstellungen
- 2. Oktober – 30. Oktober 2011: „Josef Wittmann – Kirchenmaler des Neubarock, Entwürfe zu kirchlicher Malerei“ aus dem Nachlass. Aying, Galerie Die Schmiede
- 9. April – 28. Oktober 2012: „Josef Wittmann – Kirchenmaler des Neubarock, Entwürfe zu kirchlicher Malerei“ aus dem Nachlass. Windischeschenbach, Burg Neuhaus, Oberpfälzer Waldverein im Waldnaabtal-Museum
- 7. März – 28. April 2013: „Josef Wittmann – Kirchenmaler des Neubarock, Entwürfe zu kirchlicher Malerei“ aus dem Nachlass. Bodenmais, Kulturzentrum Altes Rathaus
- 27. Juni – 4. November 2018: „Josef Wittmann (1880–1968) und die Sakralmalerei des 20. Jahrhunderts im Bistum Eichstätt“, Ausstellung im Diözesanmuseum Eichstätt

## Museum
Der künstlerische Nachlass von Josef Wittmann – 100 Entwürfe zu kirchlicher Malerei und einige Ölbilder – wurden vom Nachlassverwalter Paul Maria Wittmann im Oktober 2014 dem Diözesanmuseum Regensburg als Schenkung übergeben.